# St. Bonifatius (Weyer)

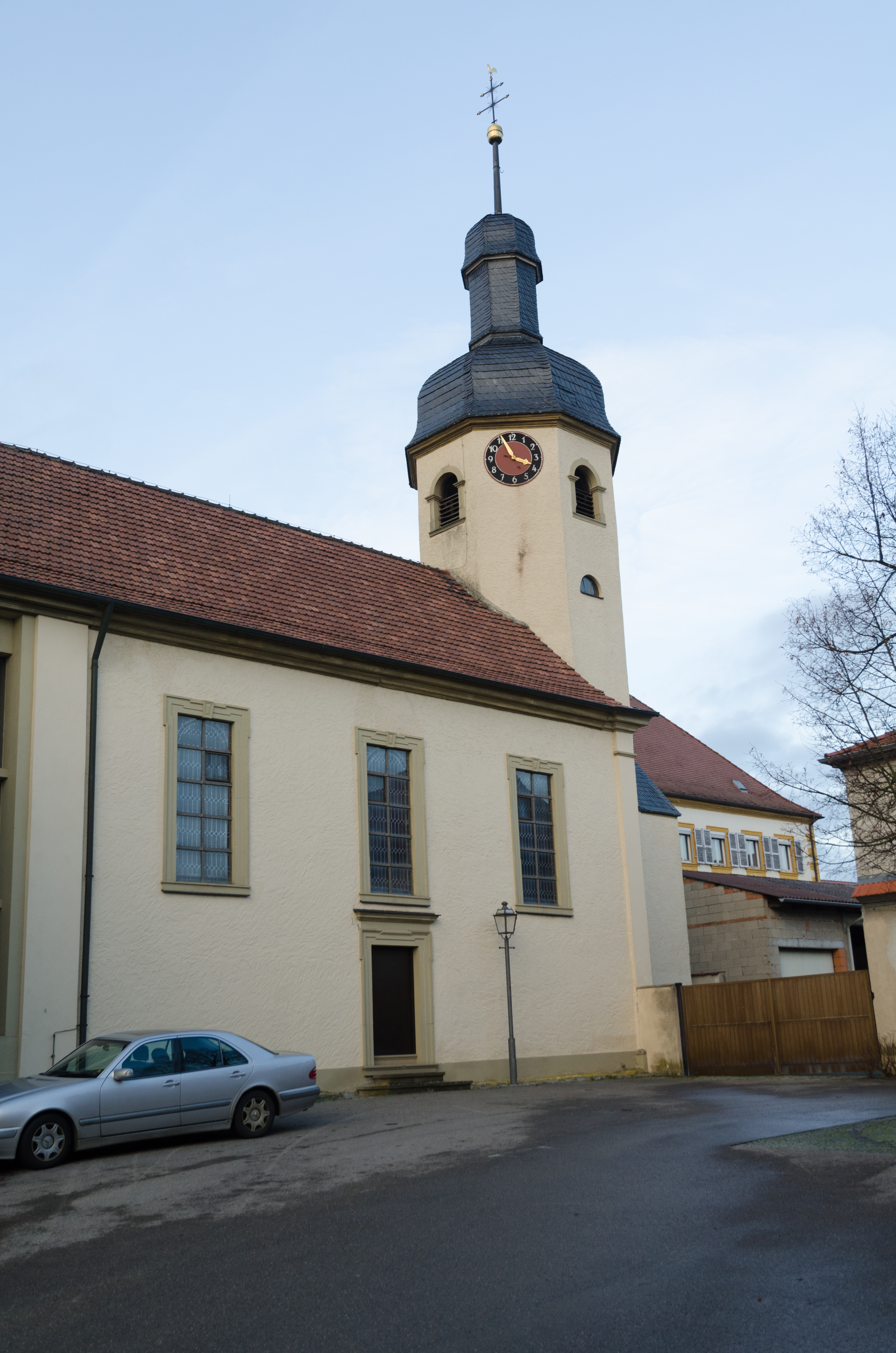
St. Bonifatius (Weyer)

Die römisch-katholische, denkmalgeschützte Pfarrkirche St. Bonifatius steht in Weyer, einem Gemeindeteil der Gemeinde Gochsheim im Landkreis Schweinfurt (Unterfranken, Bayern). Die Kirche ist unter der Denkmalnummer D-6-78-135-18 als Baudenkmal in der Bayerischen Denkmalliste eingetragen. Die Pfarrei gehört zur Pfarreiengemeinschaft St. Christophorus im Mainbogen (Gochsheim) im Dekanat Schweinfurt-Nord des Bistums Würzburg.

## Beschreibung
Der achteckige Chorturm stammt im Kern aus der 1. Hälfte des 15. Jahrhunderts. Er wurde im 18. Jahrhundert aufgestockt, das oberste Geschoss beherbergt die Turmuhr und den Glockenstuhl, und mit einer schiefergedeckten Welschen Haube bedeckt. Das Langhaus wurde 1730/31 nach Westen angebaut. Die Saalkirche wurde später im Westen mit einem modernen Anbau erweitert. Der Innenraum des Langhauses ist mit einer Flachdecke überspannt, der des Chors, d. h. das Erdgeschoss des Chorturms, mit einem Kreuzrippengewölbe. Zur Kirchenausstattung gehören ein Hochaltar von 1785 und eine um 1470 entstandene Vespergruppe. Die Orgel mit 14 Registern, 2 Manualen und einem Pedal wurde 1974 unter Opus 73 von der Hey Orgelbau errichtet.